# Франц Шалль
Франц Шалль (нім. Franz Schall; 1 червня 1918, Ґрац — 10 квітня 1945, Пархім) — німецький льотчик-ас австрійського походження, гауптман люфтваффе. Кавалер Лицарського хреста Залізного хреста.

## Біографія
Після аншлюсу Австрії в 1938 році Франц Шалль вступив добровольцем у Люфтваффе й спочатку був навідником батареї ППО. У 1940 році перейшов у винищувальну авіацію й почав підготовку як пілот у вересні 1941 року, яку завершив у лютому 1943 року.
Лейтенант Шалль був відправлений на Східний фронт і призначений в 3-ю ескадру 52-ї винищувальної ескадри (JG 52), який базувався тоді в районі Курська. 6 травня 1943 здобув свою першу перемогу, збивши радянський винищувач Ла-5.
Протягом 1943 року під час боїв під Курськом здобув ряд повітряних перемог. Потім воював на Кубанському плацдармі біля узбережжя Чорного моря. До кінця року здобув 26 перемог. До 19 квітня 1944 року під час відступу німців через Україну до Румунії мав 40 перемог, 17 травня — 50 перемог і 4 червня 1944 року — 60 збитих літаків противника.
11 серпня він був призначений командиром 3 ескадрильї 52-ї винищувальної ескадри, яка базувалася в Кракові. Воював у південній Польщі. Це був його найуспішніший період у Другій світовій війні, коли Шалль зі своїми льотчиками здобували по кілька перемог у день: три — 12 серпня (74—76 особисті перемоги), ще три — 24 серпня (79—81 особисті перемоги), одинадцять — 26 серпня (83—93 особисті перемоги), включаючи шість штурмовиків Іл-2, тринадцять — 31 серпня (97—109 особистих перемог), включаючи одинадцять радянських Іл-2. Про запеклі повітряні бої вказує те, що сам Шалль за цей період був збитий чотири рази, в тому числі здійснив вимушену посадку в тилу радянських військ.
На початку вересня 1944 року мав 116 перемог. Він був переведений у новий підрозділ люфтваффе, оснащений реактивними винищувачами — Команда Новотни, названу на честь свого командира, Вальтера Новотни, який у той час був найкращим пілотом у світі та здобув 250 перемог. Під час служби в команді Новотни випробовував і оцінював бойову тактику нового винищувача — Messerschmitt Me262. Під час цього виникли певні проблеми, тому в перший місяць майже половина літаків була пошкоджена або зруйнована внаслідок нещасних випадків. 2 жовтня 1944 року через пожежу у двигуні літака, загинув його командир, тому лейтенанта Шалля призначили командиром підрозділу.
Уранці 8 листопада 1944 пілот збив 3 North American P-51 Mustang ВПС США, які супроводжували бомбардувальники, однак його літак збили. Під час спроби дістатися до аеродрому в Брамше був атакований американським винищувачем «Mustang», який сильно пошкодив «Me 262 A-1a» Шалля. Пілот викинувся з парашутом.
Наприкінці війни, 22 березня 1945 року, він збив Як-9, яким керував радянський льотчик Л. І. Сивко з 812 ВАП. Це була перша перемога над радянським пілотом, здобута на німецькому реактивному винищувачі Me 262.
10 квітня 1945 року Шалль збив черговий американський Mustang. Потім він спробував здійснити аварійну посадку на аеродромі в Пархімі. Під час посадки літак натрапив на воронку від авіабомби й вибухнув, а Шалль загинув.
Всього за час бойових дій виконав 550 бойових вильотів і збив 137 літаків, з них 123 радянських (включаючи 61 штурмовик Іл-2), а також знищив 24 автомобіля, 3 танки, паровоз, залізничний вагон і зенітну установку.

## Нагороди
- Нагрудний знак пілота
- Залізний хрест 2-го і 1-го класу
- Німецький хрест в золоті (20 березня 1944)
- Почесний Кубок Люфтваффе (20 березня 1944)
- Відзначений у Вермахтберіхт (1 вересня 1944)
- Лицарський хрест Залізного хреста (10 жовтня 1944) — за 117 перемог.
  - Був представлений до дубового листя, але не отримав нагороду.
- Золотий почесний знак Гітлер'югенду
- Авіаційна планка винищувача в золоті з підвіскою «500»